# Kohlenmühle (Neustadt an der Aisch)
Kohlenmühle ist eine Wüstung auf dem Gemeindegebiet der Kreisstadt Neustadt an der Aisch im Landkreis Neustadt an der Aisch-Bad Windsheim (Mittelfranken, Bayern). Gleichwohl ist das Gelände bebaut und bewohnt. Kohlenmühle lag in der Gemarkung Neustadt an der Aisch.

## Geografie
Die Einöde lag am rechten Ufer der Aisch etwa einen halben Kilometer nordöstlich von Neustadt.

## Geschichte
Gegen Ende des 18. Jahrhunderts bestand Kohlenmühle aus einem Anwesen, das zu Neustadt an der Aisch gehörte. Der Rat Neustadt war Grundherr der Mühle.
Von 1797 bis 1810 unterstand der Ort dem Justizamt Dachsbach und Kammeramt Neustadt. Im Rahmen des Gemeindeedikts wurde Kohlenmühle dem 1811 gebildeten Steuerdistrikt Neustadt an der Aisch und der 1813 gegründeten Munizipalgemeinde Neustadt an der Aisch zugeordnet. Auf einer topographischen Karte von 1958 wurde die Kohlenmühle letztmals verzeichnet. Heute befindet sich an ihrer Stelle Haus Nr. 53 der Bamberger Straße.

## Hausbrauerei Kohlenmühle

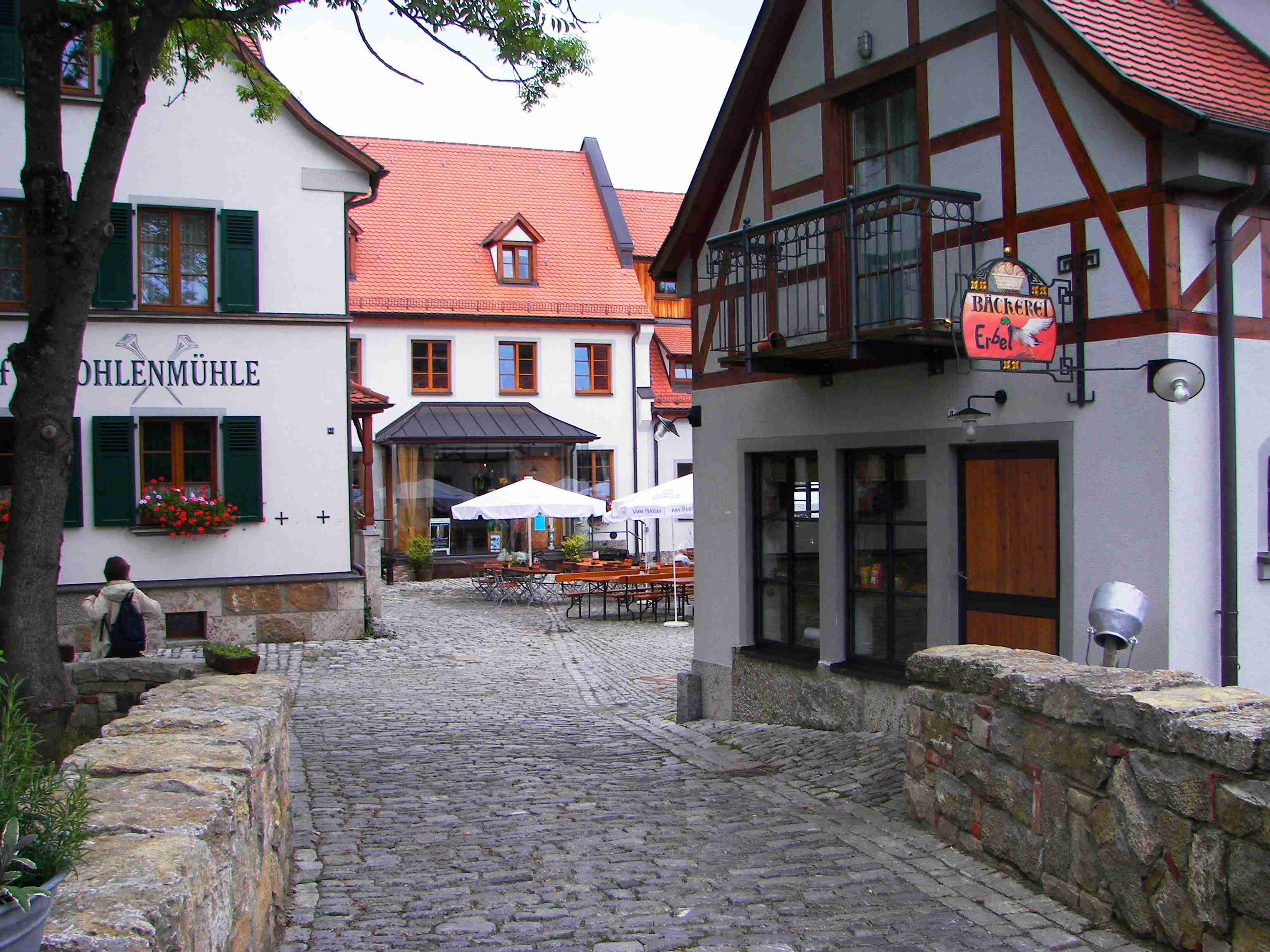
Kohlenmühle

Seit 2005 betreibt die Hausbrauerei Kohlenmühle in den ehemaligen Gebäuden der Kohlenmühle einen Brauereigasthof mit Hotel.

## Einwohnerentwicklung
| Jahr      | 001818 | 001836 | 001840 | 001861 | 001871 | 001885 | 001900 | 001925 | 001950 |
| Einwohner | 5      | 6      | 12     | 7      | 9      | 12     | 9      | 11     | *      |
| Häuser    | 1      | 1      | 1      |        |        | 1      | 1      | 1      | *      |
| Quelle    | [ 8 ]  | [ 9 ]  | [ 10 ] | [ 11 ] | [ 12 ] | [ 13 ] | [ 14 ] | [ 15 ] | [ 16 ] |

## Religion
Der Ort war evangelisch-lutherisch geprägt und nach St. Johannes der Täufer gepfarrt. Die Katholiken waren nach St. Johannis Enthauptung gepfarrt.